# Keglevičův palác

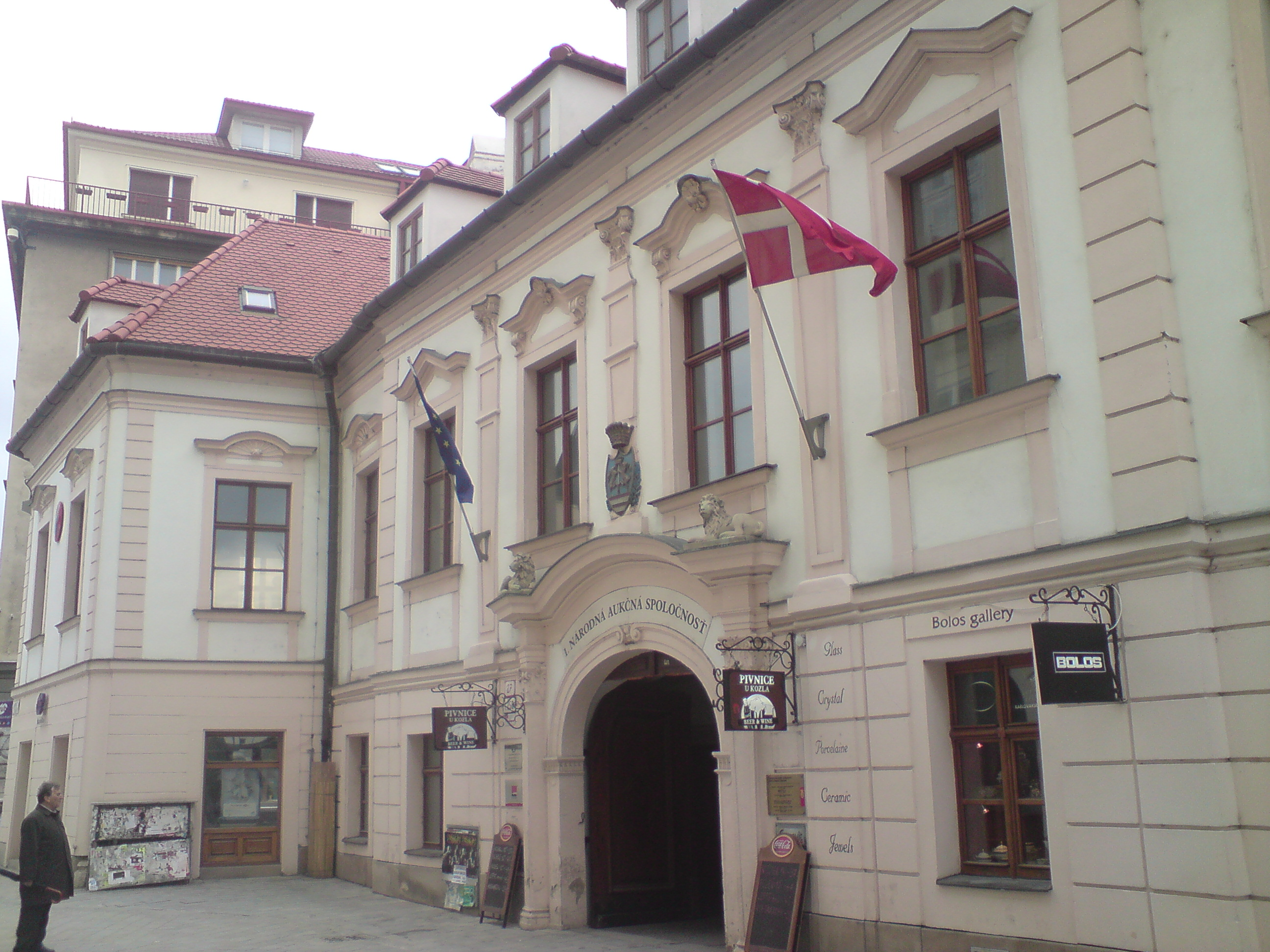
Vstupní portál Keglevičova paláce

Keglevičův palác (slovensky Keglevičov palác) je barokní palác v Bratislavě na Panské ulici č. 27. Nachází se ve státní městské památkové rezervaci a v seznamu nemovitých kulturních památek. 
V roce 1998 byla provedena jeho rekonstrukce, při které byly vyměněny stropy, krov, výplně otvorů, omítky a krytina. Proražením Keglevičova paláce vznikla ulice Strakova, nacházející se mezi Ventúrskou ulicí a Hviezdoslavovým náměstím.

## Architektura
Tento dvoupodlažní barokní palác hraběte z Turnianské župy Josefa Kegleviče, z chorvatského rodu Keglevićů z Bužimi (též Keglevich či Keglevics) byl postaven v první polovině 18. století na dvou středověkých parcelách s použitím zdiva z předchozích raně renesančních nebo pozdněbarokních budov. V té době patřil k poměrně rozsáhlým palácovým stavbám se čtyřkřídlou dispozicí, která sahala až k hradbám středověkého městského opevnění.  
Někdy ve třetině 19. století ze strany dnešního Hviezdoslavova náměstí část objektu oddělila a palác zůstal jen trojkřídlý. V přízemí v západním křídle se zachovala pozdně hřebínková hvězdicová klenba zpočátku 16. století.  
Palácová stavba má půdorys ve tvaru písmene U. Na východní straně budovy je rizalit, který patřil původně k vedlejší budově. Reprezentační schodiště vede na první patro. Dvorní křídla jsou spojena pavlačemi. Průčelí člení hermové pilastry se stylizovanými hlavicemi. 
Portál s pilastry a se segmentovou římsou lemují plastiky sedících lvů. Portál je vyzdoben erbem stavebníka - hraběte Josefa Kegleviče. Plastický erb nad portálem má na červené patě štítu dva stříbrné pruhy. V horním modrém poli stojí naproti sobě dva zlatí lvi držící mezi sebou meč se zlatou rukojetí, na kterém je nasazena hraběcí korunka s devíti perličkami. Hodnostní koruna se opakuje nad štítem, který dekorují zelené ratolesti. Na sochařské výzdobě portálu byli ztvárněni lvi z rodového znamení, kteří zároveň v heraldice patřili k nejoblíbenějším figurám.

## Dějiny
Majitelem starého měšťanského domu byl v letech 1601 až 1608 S. Alter. Do začátku 18. století dům vystřídal mnoha majitelů (v roce 1634 Tomáš Baranay, roku 1646 H. Ch. Pärtinger, který byl majitelem až do roku 1656). Začátkem 18. století Ladislav Petray a jeho manželka Žofie Ilaasová prodali dům i s dluhy Gabrielovi Skariczovi a jeho manželce Anne Žofii za 50 zlatých. Roku 1730 vdova po Gabrielovi Skariczovi prodala dům Rozalii Amadé Simonitsové za 400 zlatých a ta ho v roce 1743 prodala rádci Josefovi Duchoňovi za 7 000 zlatých. 15. února 1745 Jozef Duchoň prodal dům hraběnce Terezii Keglevičové, roz. von Tavonath za 7 000 zlatých. Roku 1750 se majitelem paláce stal syn Terezie Keglevičové, hrabě Josef I. Keglevič, který v něm poskytl ubytování účastníkům sněmu. Jozef Keglevič se jmenovitě vzpomíná jako majitel paláce ještě v roce 1764, pak prameny uvádějí jen jméno rodu. Je tedy vysoce pravděpodobné, že Josef Keglevič byl vlastníkem paláce až do své smrti v roce 1813. Následně se stal palác majetkem jeho dědiců - vdovy a Karla Kegleviče.
Po úpravách a barokní přestavbě vlastnila rod Keglevičů až do roku 1850, kdy přešel do rukou rodu Pálfiů (Pálffy). V roce 1850 patřil Marii Pálffyové a v letech 1880-1911 byl v držení hraběte Štěpána Pálffyho. 

### Rod Keglevičů
Rodina Keglevičů pocházela z Chorvatska. Hrála významnou roli v chorvatských dějinách v 16. století. Jeden z nejznámějších předků rodu byl Juraj III., který žil v 16. století. Měl dva syny - Petra a Mikuláše. Petr byl zakladatelem chorvatské větve a Mikuláš uherské větve rodu. V roce 1646 získal Mikuláš šlechtický titul barona a v roce 1687 (4. srpna) spolu s bratrem Petrem titul hraběte. Majitel paláce Josef I. Keglevič byl v roce 1732 místodržitelským rádcem, rádcem vnitřní tajné rady, strážcem královské koruny, nadžupanem (hlavní župan) Turnianské župy (stolice). Jeho syn Jozef byl tajemníkem místodržitelské rady, rádcem uherské komory a strážcem královské koruny.

## Keglevičův palác a Ludwig van Beethoven
Z někdejších obyvatel paláce na přelomu 18. a 19. století je dnes zřejmě nejznámější Anna Luisa Barbora "Babetta" Keglevičová (1780-1813), dcera Karla Kegleviče a Kateřiny Zichyové. Byla soukromou žačkou Ludwiga van Beethovena ve Vídni a v Bratislavě, který jí věnoval několik svých skladeb, například i během své návštěvy Bratislavy 17. - 23. listopadu 1796. Tehdy Beethoven koncertoval právě v Keglevičově paláci a své hostitelce, hraběnce Anně Luise Keglevičové, věnoval Sonátu pro klavír č.4 Es dur, opus 7 a řadu dalších skladeb jako například Klavírní koncert č.1 C dur, opus 15.